# Фредерік Юзеф Мошинський
Фредерік Юзеф Мошинський (пол. Fryderyk Józef Moszyński; 14 березня 1738, Дрезден, Саксонське курфюрство, Священна Римська імперія — 21 січня 1817, Київ, Російська імперія) — державний і військовий діяч Речі Посполитої, депутат, спеціаліст зі статистики, граф, генерал-майор і віце-командор Кадетського корпусу у Варшаві (1768—1793), секретар великий литовський і референдар великий литовський (1773), обозний великий литовський (1771), консул Конфедерації, депутат від Брацлава на чотирирічному сеймі, великий маршалок коронний (1793—1795).
В 1793 році приєднався до Торговицької конфедерації. Мошинський володів маєтками в 338 тис. моргів поля, вартість яких оцінювалася в 15,5 млн злотих. З 1772 року володів Волочиськом. Мошинський також інвестував у гірничодобувну промисловість, володіючи, зокрема, мідним рудником у Саксонії. У нього не було своїх дітей, і він заповів увесь свій стан внучкам свого брата Августа: Фрідериці та Жанні. Під час повстання Костюшка в 1794 році був звинувачений у зраді.

## Біографія
Фредерік Мошинський народився в Саксонії в 1738 році. В деяких джерелах зазначається, що народився в 1737 і 1734 роках. Його дитинство та юні роки пройшли у Дрездені. Він відвідував німецькі школи, де здобув хорошу, класичну освіту та виявив сильний інтерес до математичних наук.
У 1754 році він переїхав до Речі Посполитої, де король Август III завітав йому два староства (маєтки) і графство. Протягом 1762, 1767 і 1788 років він обирався депутатом нижньої палати польського парламенту — Сейму. Протягом кількох років він працював у Комісії коронного казначейства, де став відомий як експерт у податкових та фінансових питаннях, здатний однаково діяти в «інтересах скарбниці» та захищати інтереси простих громадян. В 1768 король Станіслав Август призначив його генерал-майором і одночасно заступником коменданта Кадетського корпусу; останню посаду Мошинський обіймав до кінця існування цього навчального закладу. Мошинський особливо активно зайнявся політичною діяльністю під час так званого «Великого сейму» (1788—1791), коли він часто висловлював свою думку щодо податкових та військових питань. 9 березня 1789 року у своїй промові Мошинський вказав на нерівність у податковому тягарі різних провінцій і диспропорції в тому, як провінції були представлені в сеймі. Його теза була проілюстрована точно складеними розрахунковими таблицями, поширеними серед депутатів.
Причину нестачі капіталу Польщі Мошинський бачив у відпливі коштів, який, своєю чергою, був наслідком несприятливого торгового балансу. Він обговорив це питання у брошурі під назвою «Зауваження про доходи та витрати Республіки Польща» (1774). Зіткнувшись із загальною недовірою до паперових грошей, Мошинський запропонував компромісне рішення — випуск гарантійних векселів чи облігацій. Водночас він запропонував експертній комісії розглянути можливість їх використання як цінні папери або паперові гроші. Він також вважав за необхідне створення банку і представив прибуток, який можна було б отримати від нього.
22 червня 1789 року з ініціативи Мошинського Сейм прийняв закон, що має величезне значення і представляє великий інтерес для історії статистики у Польщі. Закон став відомий як «Інспекція та регістр населення» і фактично став першим національним переписом, проведеним у Польщі. Перепис охоплював сільське та міське населення, не включаючи шляхту та духовенство. Вона включала такі категорії: стать, рід занять, соціальний стан і навіть проводила різницю між синами (у двох вікових групах — молодше і старше 15 років) та дочками у сім'ях. Варто зазначити, що переписи стали проводитися на регулярній основі лише у XVIII столітті. У Швеції вона була проведена у 1749 році, у Польщі — у 1789 році, у Сполучених Штатах Америки — у 1790 році, а у Нідерландах — у 1795 році.
Все своє життя Мошинський виявляв інтерес до наук, і йому вдалося придбати цінну колекцію книг, серед яких багато книг, присвячених медалям. У своєму останньому заповіті він передав усю колекцію Кременецькому ліцею — відомій середній школі у Кременці. У 1804 році Мошинський став членом Лейпцизької академії наук та мистецтв. У 1810 року, коли Тадеуша Чацького звинуватили у розтраті коштів в освітні мети, Мошинський (після вивчення матеріалів справи) зумів допомогти Чацькому очистити своє ім'я. Фредерік Юзеф Мошинський помер 22 січня 1817 року у Києві під час фінансових переговорів із Протом Потоцьким і був похований у Дольську, сучасна Польща. Однак в певних джерелах вказано, що він помер у 1818 році.
Мошинський був одружений двічі: в 1782 році він одружився з Барбарою Рудзієнською — донькою воєводи Мазовецького воєводства, а потім одружився з Соломією Рищевською — донькою любачівського каштеляна. Втім Мошинський заповідав свій величезний стан двом онукам свого брата Августа. Згідно з його останньою волею, обидві вони одружилися з далекими родичами Мошинського: Фрідеріка вийшла заміж за Ігнація Іларія Мошинського, а Жанна — за його сина Петра. Частина стану була також заповідана Йоахиму Мошинському. Також Мошинський пожертвував півмільйона злотих на благодійність, призначив пенсії своїм багаторічним чиновникам і дав свободу своїм слугам.

## Нагороди
Нагороджений орденом Білого Орла і орденом Святого Станіслава.